# Borremoseligene
Borremoseligene er tre moselig, der blev fundet i Borremose i Himmerland i Danmark. De blev fundet mellem 1946 og 1948 og er én mand og to kvinder dateret til bronzealderen. I 1891 blev Gundestrupkarret fundet i en nærliggende mose.
De tre moselig er fra førromersk jernalder og var usædvanligt velbevarede, fordi de havde ligget i mosejord. Flere dele af deres tøj var bevaret, ligesom hud og knogler var intakte for en stor dels vedkommende. De blev fundet tæt på Borremosefæstningen fra samme periode.

## Borremosemanden
Borremosemanden blev fundet i 1946 af tørvergravere i den sydligste del af Borremose. I første omgang troede man, at der var blevet fundet et lig fra et mord, men det blev deduceret, at der var tale om et moselig. Liget blev fundet en halv meter under et lag af birkepinde. Manden var nøgen, muligvis har han været iført tøj af plantefibre, der er gået i opløsning i mosen, og ved ham fandt man to skindkapper.
Analyser har vist, at manden har været omkring 1,55 m høj og Kulstof 14-dateringen placerer hans død til år 840 (+- 80 år) f.Kr., hvilket betyder ratioen mellem kulstof 14 og kulstof 12 er 1 til 1,13*10^12. Alternativt kan hans død dateres til år 700 f.Kr. Han blev fundet med en løkke af reb om halsen, så han kan være blevet stranguleret eller hængt, men hans baghoved var knust af et kraftigt slag, så det er usikkert, hvad han døde af. Hans højre lårben var også brækket, men det kan skyldes vold eller blot tryk fra moselagene over liget.
Findested: 56°47′23″N 9°34′11″Ø / 56.78972°N 9.56972°Ø

## Borremose II
I 1947 blev der fundet endnu et lig i Borremose, omkring en kilometer fra Borremosemanden. Kroppen antages at stamme fra en kvinde, selvom det er vanskeligt at afgøre som følge af ligets tilstand. Moseliget blev fundet med ansigtet nedad omkring en halv meter under jordoverfladen, liggende på et leje af birkebark. Der var flere birkegrene omkring liget, og direkte oven på det var tre pæle på omkring 10 centimeter i længden og omtrent samme tykkelse. Kraniet havde frakturer, og hjernen var blottet. Den øvre del af torsoet var nøgent, mens underdelen var dækket af en kappe lavet af fire lag stof og et frynset sjal. Disse to tøjdele er udstillet på Nationalmuseet i København. Det er uvist om personen har været fuldt påklædt ved nedlæggelsen i mosen, da tøjfibre af plantematerialer, eksempelvis af hør, hurtigt forgår i den sure mose. En lædersnor med en ravperle og en bronzeplade blev fundet omkring kroppens hals. Personen bar desuden et bælte. Kraniet var knust, og det højre ben var brækket under knæet. Knoglerne fra et spædbarn og en potte i keramik blev fundet tæt ved. Da liget i høj grad var rådnet væk, var det vanskeligt at analysere kroppen på fundtidspunktet, men senere kulstof 14-datering har fastsat liget til at stamme fra omkring år 400 f.kr.
Findested: 56°47′36″N 9°34′55″Ø / 56.79333°N 9.58194°Ø

## Borremosekvinden
Endnu en kvinde (kendt som Borremosekvinden eller Borremose III) blev fundet i 1948 omkring 400 meter syd for Borremosemanden. Hendes alder er bestemt til et sted mellem 20 og 35 år. Borremosekvinden blev, ligesom Borresmose II, fundet liggende med ansigtet nedad. Kroppen var svøbt i uldklæder. Hovedbunden og håret var på den ene side af håret blevet skåret af, men det antages at det er sket som følge af tørvergraverne der har ramt liget med en skovl. Kraniet og ansigtet var knust, og halsens nedbrudte tilstand som følge af de mange år i mosen, gjorde det umuligt at afgøre om personen også var blevet stranguleret. En senere undersøgelse viste, at skaderne på kraniet var sket efter dødstidspunktet, og at det var sket som følget af demineralisering af knoglerne og trykket fra tørven oven på liget. Kulstof 14-datering af liget har fastsat det til at stamme fra omkring år 770 (+/-100) f.kr.
I 1984 blev der udført en retsmedicinsk undersøgelse af Borremosekvinden af Andersen, Geertinger og Elisabeth Munksgaard fra Statens Naturhistoriske Museum i København. Deres undersøgelse bekræftede at skaderne på hovedbunden ikke var sket før personen døde. Videnskabsfolkene kunne dog ikke konkludere noget endeligt vedrørende personens død, og det vides derfor ikke om det skete som følge af mord, selvmord, en ulykke eller af naturlige årsager.
Findested: 56°47′40″N 9°34′32″Ø / 56.79444°N 9.57556°Ø